# Canon EOS-1D Mark IV
Canon EOS-1D Mark IV – profesjonalna lustrzanka cyfrowa japońskiej firmy Canon z serii EOS. Jej premiera miała miejsce 20 października 2009 roku. Posiada matrycę APS-H CMOS o szerokości 27,9 mm i rozdzielczości 16 megapikseli (Crop 1.3). W wyposażeniu aparatu znajduje ekran LCD z trybem Live View. Jego poprzednikiem jest Canon EOS-1D Mark III.